# Madagascarchaea vadoni
Espèce
Synonymes
- Archaea vadoni Millot, 1948
- Eriauchenius vadoni (Millot, 1948)

Madagascarchaea vadoni est une espèce d'araignées aranéomorphes de la famille des Archaeidae.

## Distribution
Cette espèce est endémique de Madagascar.

## Description
Le mâle décrit par Wood en 2008 mesure 1,67 mm et la femelle 2,0 mm.

## Étymologie
Cette espèce est nommée en l'honneur de Jean Pierre Léopold Vadon (1904–1970).

## Publication originale
- Millot, 1948 : Faits nouveaux concernant les Archaea [Aranéides]. Mémoires de l'Institut Scientifique de Madagascar, vol. 1, no A1, p. 3-14.